# Cormocephalus cupipes
Cormocephalus cupipes är en mångfotingart som beskrevs av Pocock 1891. Cormocephalus cupipes ingår i släktet Cormocephalus och familjen Scolopendridae.
Artens utbredningsområde är:
- Moçambique.
- Zimbabwe.

Inga underarter finns listade i Catalogue of Life.